# Claude Nougaro

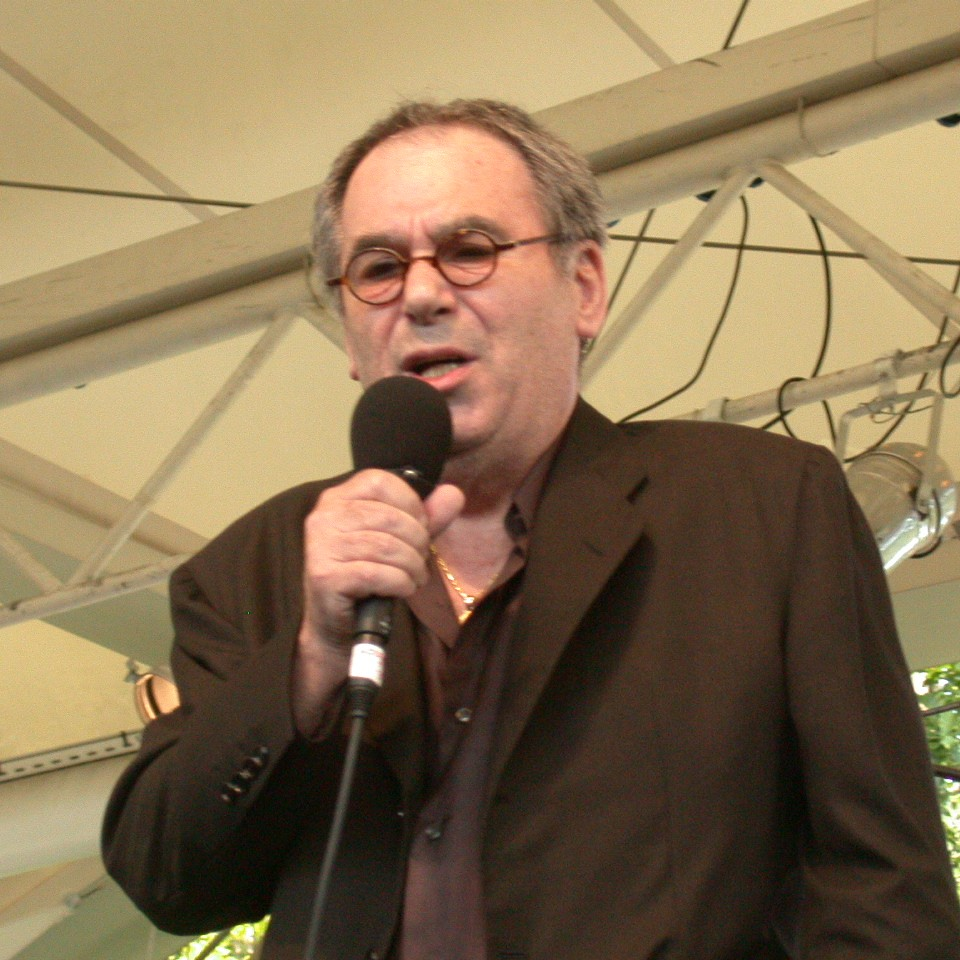
Claude Nougaro (2003)

Claude Nougaro (* 9. September 1929 in Toulouse; † 4. März 2004 in Paris) war ein französischer Chansonnier und Jazz-Interpret, der sich daneben auch als Maler und Zeichner betätigte.

## Leben
Als Sohn eines Opernsängers und einer italienischen Klavierlehrerin wuchs Claude Nougaro bei seinen Großeltern in Toulouse auf, wo er sich am Radio für Glenn Miller, Édith Piaf und Louis Armstrong begeisterte. 1947 fiel er im Abitur durch und begann in Paris eine Laufbahn als Journalist. Er arbeitete unter anderem für Le Journal des Curistes in Vichy und L'Écho d'Alger. Zur selben Zeit schrieb er Chansons für Marcel Amont (Le Barbier de Belleville, Le Balayeur du roi) und Philippe Clay (Joseph, La Sentinelle). Er traf Georges Brassens, der sein Freund und Mentor wurde, und verfasste Gedichte.
Im Jahr 1949 leistete Nougaro seinen Militärdienst in der Fremdenlegion in Rabat (Marokko). Er sandte Texte an Marguerite Monnot, die Komponistin von Édith Piaf, die diese vertonte (Méphisto, Le Sentier de la guerre). Außerdem schrieb er für die Kabarettistin Odette Laure. Um seinen Lebensunterhalt zu bestreiten, trat er ab 1955 selbst als Sänger eigener Lieder im Cabaret Le Lapin Agile am Montmartre in Paris auf. Dort lernte er auch seine erste Frau, Sylvie, kennen.
1959 kam seine erste Schallplatte heraus, darauf enthalten ist das Chanson Il y avait une ville. Damit erzielte er einen Achtungserfolg und trat in den Konzerten der Sängerin Dalida auf.
1962 kam seine Tochter Cécile zur Welt. Im selben Jahr erschien eine Schallplatte mit dem Chanson Une Petite Fille, 1963 eine weitere mit Cécile ma fille. Diese Chansons machte ihn bei einem großen Publikum beliebt.
Ein Autounfall lähmte ihn 1963 mehrere Monate. Im folgenden Jahr reiste er nach Brasilien. In Paris trat er auf Bühnen von Rang auf, darunter das Olympia und das Théâtre de la Ville. Seinem Freund Jacques Audiberti, der 1965 starb, widmete er das Chanson pour le maçon.
Die Mairevolte 1968 inspirierte Nougaro zu einem stürmischen Paris Mai, einem Plädoyer für das Leben, das jedoch vom Radio zensiert wurde. Im selben Jahr nahm er sein erstes Live-Album im Olympia auf: Une soirée avec Claude Nougaro.
Zu den großen Erfolgen der ersten Phase seiner Karriere zählen Tu verras, Île de Ré, Armstrong, Toulouse, Le Jazz et la Java und Petit Taureau. Als ihm seine Plattenfirma 1984 kündigte, brach Nougaro nach New York auf und schrieb und produzierte dort das Album Nougayork, das ebenfalls Aufsehen erregte. Nougaro wurde 1988 in Frankreich mit einer Victoire de la musique als bester Künstler des Jahres ausgezeichnet und veröffentlichte zwischen 1993 und 1997 drei weitere Alben.
Von 1995 an verschlechterte sich sein Gesundheitszustand, und er unterzog sich einer Herzoperation. Von 1998 bis 2004 gab er wieder Konzerte und nahm an mehreren Musikfestivals teil. Auch trug er zu einer Benefizaufnahme zugunsten AIDS-kranker Kinder bei. Nach mehreren Operationen starb er im März 2004 mit 74 Jahren an den Folgen von Krebs.
Seine Musik war ebenso vom Chanson wie vom amerikanischen Jazz inspiriert, wobei er viele amerikanische Songs in sein Repertoire aufnahm (u. a. von Charles Mingus und Louis Armstrong). Auch Einflüsse Al Jarreaus und der brasilianischen Musik sind deutlich (Baden Powell und Chico Buarque).

## Diskografie

### Alben
| Jahr | Titel                              | Höchstplatzierung, Gesamtwochen, AuszeichnungChartplatzierungen (Jahr, Titel, Platzierungen, Wochen, Auszeichnungen, Anmerkungen) | Höchstplatzierung, Gesamtwochen, AuszeichnungChartplatzierungen (Jahr, Titel, Platzierungen, Wochen, Auszeichnungen, Anmerkungen) | Höchstplatzierung, Gesamtwochen, AuszeichnungChartplatzierungen (Jahr, Titel, Platzierungen, Wochen, Auszeichnungen, Anmerkungen) | Anmerkungen                                                                  |
| Jahr | Titel                              | FR | BEW | CH | Anmerkungen                                                                  |
| ---- | ---------------------------------- | --- | --- | --- | ---------------------------------------------------------------------------- |
| 1986 | Sur scène: Olympia 85              | FR149 (2 Wo.)FR | — | — | Charteinstieg in FR erst 2004                                                |
| 1997 | L’enfant phare                     | FR17 (5 Wo.)FR | — | — |                                                                              |
| 1998 | Hombre et lumière                  | FR23 (6 Wo.)FR | BEW76 (2 Wo.)BEW | — | Charteinstieg in BEW erst 2004 Livekonzert in Toulouse                       |
| 2000 | Embarquement immédiat              | FR5 Gold · (24 Wo.)FR | BEW30 (5 Wo.)BEW | CH40 (5 Wo.)CH | Erstveröffentlichung: Januar 2000                                            |
| 2001 | Live au Théâtre des Champs Elysées | FR108 (6 Wo.)FR | — | — |                                                                              |
| 2002 | Le jazz & la java                  | FR55 (10 Wo.)FR | — | — | Charteinstieg FR: 2004                                                       |
| 2004 | La note bleue                      | FR4 Gold · (35 Wo.)FR | BEW20 (17 Wo.)BEW | CH76 (3 Wo.)CH | Erstveröffentlichung: 30. November 2004 posthume Veröffentlichung            |
| 2005 | Legrand Nougaro                    | FR98 (6 Wo.)FR | — | — | Erstveröffentlichung: 15. November 2005 mit Michel Legrand und Thierry Eliez |
| 2006 | Best Of 1962-2004                  | — | BEW34 (30 Wo.)BEW | — | Erstveröffentlichung: 1. November 2006 Charteinstieg BEW: 2014               |

grau schraffiert: keine Chartdaten aus diesem Jahr verfügbar
Weitere Alben
- 1967: Petit taureau
- 1971: Soeur Ame
- 1973: Locomotive d'or
- 1974: Récréation
- 1975: Femmes et famines (mit Ornette Coleman)
- 1977: Plume d’ange
- 1978: Tu verras (FR: Gold)
- 1980: Assez
- 1981: Chansons nettes
- 1982: Au New Morning
- 1983: Ami chemin
- 1985: Bleu Blanc Blues
- 1987: Nougayork (FR: Platin)
- 1989: Pacifique (FR: Gold)
- 1991: Une Voix dix doigts
- 1992: Chansongs (FR: Gold)
- 1994: Grand Angle Sur
- 2005: L’intégrale studio (14 CDs + 1 DVD)

### Singles
| Jahr | Titel Album                | Höchstplatzierung, Gesamtwochen, AuszeichnungChartsChartplatzierungen (Jahr, Titel, Album, Platzierungen, Wochen, Auszeichnungen, Anmerkungen) | Anmerkungen |
| Jahr | Titel Album                | FR | Anmerkungen |
| ---- | -------------------------- | --- | ----------- |
| 1987 | Nougayork                  | FR14 (18 Wo.)FR |             |
| 1992 | Tendre Une Voix dix doigts | FR41 (2 Wo.)FR |             |

## Auszeichnungen für Musikverkäufe
| Goldene Schallplatte - Frankreich - 1989: für das Album Zénith Made In Nougaro - 1995: für das Album Master Série – Vol. 1 - 1995: für das Album Claude Nougaro Vol. 1 - 2005: für das Videoalbum C’Est Fini Ou Ca Commence? | Platin-Schallplatte - Frankreich - 2005: für das Videoalbum Embarquement Immediat Au Theatre Champs Elysees |

Anmerkung: Auszeichnungen in Ländern aus den Charttabellen bzw. Chartboxen sind in ebendiesen zu finden.
| Land/RegionAuszeichnungen für Musikverkäufe (Land/Region, Auszeichnungen, Verkäufe, Quellen) | Gold     | Platin     | Verkäufe  | Quellen                     |
| -------------------------------------------------------------------------------------------- | -------- | ---------- | --------- | --------------------------- |
| Frankreich (SNEP)                                                                            | 9× Gold9 | 2× Platin2 | 1.230.000 | infodisc.fr snepmusique.com |
| Insgesamt                                                                                    | 9× Gold9 | 2× Platin2 |           |                             |

## Vorträge
- 2003: Fables de ma fontaine (Paris, Petit Journal Montparnasse)